# Allotinus maitus
Allotinus maitus är en fjärilsart som beskrevs av Hans Fruhstorfer 1914. Allotinus maitus ingår i släktet Allotinus och familjen juvelvingar. Inga underarter finns listade i Catalogue of Life.